# Dimension bipartie
Dans le domaine mathématique de la théorie des graphes et de l'optimisation combinatoire, la dimension bipartie d'un graphe G = (V, E) non orienté est le nombre minimum de sous-graphes bipartis complets nécessaires pour couvrir toutes les arêtes de E. Un ensemble de sous-graphes bipartis complets couvrant toutes les arêtes de G est appelé une couverture par sous-graphes bipartis complets, ou couverture biclique. La dimension bipartie d'un graphe G est souvent[réf. nécessaire] notée d(G).

## Exemple
Considérons un graphe G = (V, E) qui s'avère être biparti. Voici un exemple de couverture sous-graphes bipartis complets de G :

Exemple de couverture par sous-graphes bipartis complets
Un graphe G biparti
... et une couverture par quatre sous-graphes bipartis complets
1. Le sous-graphe biparti complet rouge
2. Le sous-graphe biparti complet bleu
3. Le sous-graphe biparti complet vert
4. Le sous-graphe biparti complet noir

## Formules pour quelques classes de graphes
- La dimension bipartie d'un graphe complet {\displaystyle K_{n}} est {\displaystyle \lceil \log _{2}n\rceil }[réf. nécessaire].

- La dimension bipartie d'un graphe couronne à 2n sommets est {\displaystyle \sigma (n)}, où: {\displaystyle \sigma (n)=\min \left\{\,k\mid n\leq {\binom {k}{\lfloor k/2\rfloor }}\,\right\}}[1]

- La dimension bipartie d'un graphe grille de taille {\displaystyle n\times m} est {\displaystyle {\frac {nm}{2}}-1} si {\displaystyle m} est pair et {\displaystyle n-1=k(m-1)+2\ell } pour deux entiers {\displaystyle 0\leq l<k} et est{\displaystyle {\big \lfloor }{\frac {nm}{2}}{\big \rfloor }} sinon[2].

- La dimension bipartie de nombreux graphes particuliers a déjà été déterminée : par exemple, pour le chemin {\displaystyle P_{n}},  {\displaystyle d(P_{n})=\lfloor n/2\rfloor } et pour le cycle {\displaystyle C_{n}}, {\displaystyle d(C_{n})=\lceil n/2\rceil }[3].

## Algorithmique
Le calcul de la dimension bipartie d'un graphe G donné est un problème d'optimisation. Le problème de décision associé à la dimension bipartie peut être formulé ainsi :
Entrée : Un graphe {\displaystyle G=(V,E)} non orienté et un entier positif {\displaystyle k}.
Sortie : Oui, s'il existe une couverture de G par sous-graphes bipartis complets de cardinal inférieur à {\displaystyle k} ; non sinon.
Ce problème est appelé problème GT18 dans le livre de Garey et Johnson sur les problèmes NP-complets, et est une reformulation d'un autre problème sur les familles d'ensembles finis, le problème Set Basis nommé SP7.
Il a été prouvé que le problème GT18 est NP-complet, et ce même pour les graphes bipartis. Il reste NP-dur si l'on se restreint aux graphes dont la dimension bipartie est au pire en  {\displaystyle O(\log \,\!n)}, avec n la taille de l'instance.
De plus, si  P ≠ NP, ce problème ne peut être approximé finement : même pour les graphes bipartis, pour {\displaystyle \epsilon >0} fixé, on ne peut pas approximer à plus de {\displaystyle |V|^{1/3-\epsilon }}. Cependant, on peut montrer grâce à de la kernelisation que ce problème est FPT. Ainsi, pour un graphe biparti à n sommets donné, on peut décider en {\displaystyle O(f(k))+n^{3}}, avec {\displaystyle f(k)=2^{k2^{k-1}+3k}} si sa dimension bipartie est inférieure ou égal à {\displaystyle k}.

## Applications
Le calcul de la dimension bipartie d'un graphe peut être utile dans différents contextes. Dans des systèmes informatiques, différents utilisateurs peuvent avoir accès à différentes ressources. Dans un système à Contrôle d'accès à base de rôles, un rôle donne les droits accès à certaines ressources. Un utilisateur peut avoir plusieurs rôles, et doit avoir accès à toutes les ressources liées à chacun de ses rôles. De plus, plusieurs utilisateurs peuvent avoir le même rôle. Le role mining problem  consiste à trouver le nombre minimum de rôles, tels que chaque utilisateur a accès à des ressources spécifiques. L'ensemble des utilisateurs, combiné avec l'ensemble des ressources, forme un graphe biparti dont les arêtes sont les permissions. Tout sous-graphes bipartis complets est un rôle potentiel, et la solution du role mining problem est justement une couverture par sous-graphes bipartis complets minimale. 
Un scénario similaire se rencontre en sécurité des systèmes d'information, plus précisément en sécurité de télédiffusion. Dans ce cas-là, plusieurs messages doivent être envoyés à certains ensembles de destinataires, via un moyen de communication non sécurisé. Chaque message doit être codé à partir d'une clé connue uniquement des destinataires. Chacun d'entre eux peut avoir plusieurs clés, et chaque clés peut être possédée par plusieurs destinataires. L'optimum key generation problem consiste à trouver un nombre minimal de clé pour que chaque transmissions soit sécurisé. Ce problème peut être modélisé par un graphe biparti, dont la couverture par sous-graphes bipartis complets minimale correspond à une solution du problème.